# Бакша (Сумская область)
Бакша (укр. Бакша) — село,
Ульяновский поселковый совет,
Белопольский район,
Сумская область,
Украина.
Код КОАТУУ — 5920655701. Население по переписи 2001 года составляет 118 человек .

## Географическое положение
Село Бакша находится на расстоянии в 3,5 км от реки Вир.
На расстоянии в 2 км расположено село Веселое,
в 3-х км — пгт Ульяновка.
По селу протекает пересыхающий ручей с запрудами.
Рядом проходит автомобильная дорога Т-2504.